# Tráchilos (îlot)
Pour les articles homonymes, voir Trachilos.
Tráchilos (grec moderne : Τράχηλος, « cou »), également connu sous les noms de Nisída Tráchilos et Trachila, est un îlot grec inhabité, situé au sud du cap Goudero au large de Lassithi, à l'est de la Crète, dans la mer de Libye.  
Tráchilos est proche des îlots de Koufonísi, Makroulo, Marmaro et Strongyli, avec lesquels il forme un petit archipel. 
Son altitude maximale est de 43 mètres. 
Le sol est calcaire et marneux. 
96 taxons de plantes y sont  répertoriés,. La flore de l'île est composée notamment de Chlamydophora (en) tridentata, Frankenia corymbosa, Lycium schweinfurthii (en), Plantago amplexicaulis (en), Atriplex halimus, Suaeda vera. Néanmoins l'île paraît désertique et à la différence des îles voisines Makroulo et Strongyli, qui ont à certaines périodes servi de pâturages aux moutons, Tráchilos n'a peut-être jamais été pâturée. Les scientifiques y ont découvert toutefois des excréments de lapins.
Les touristes en croisière passent au large de l'île pour observer les grottes qui se trouvent à proximité,.

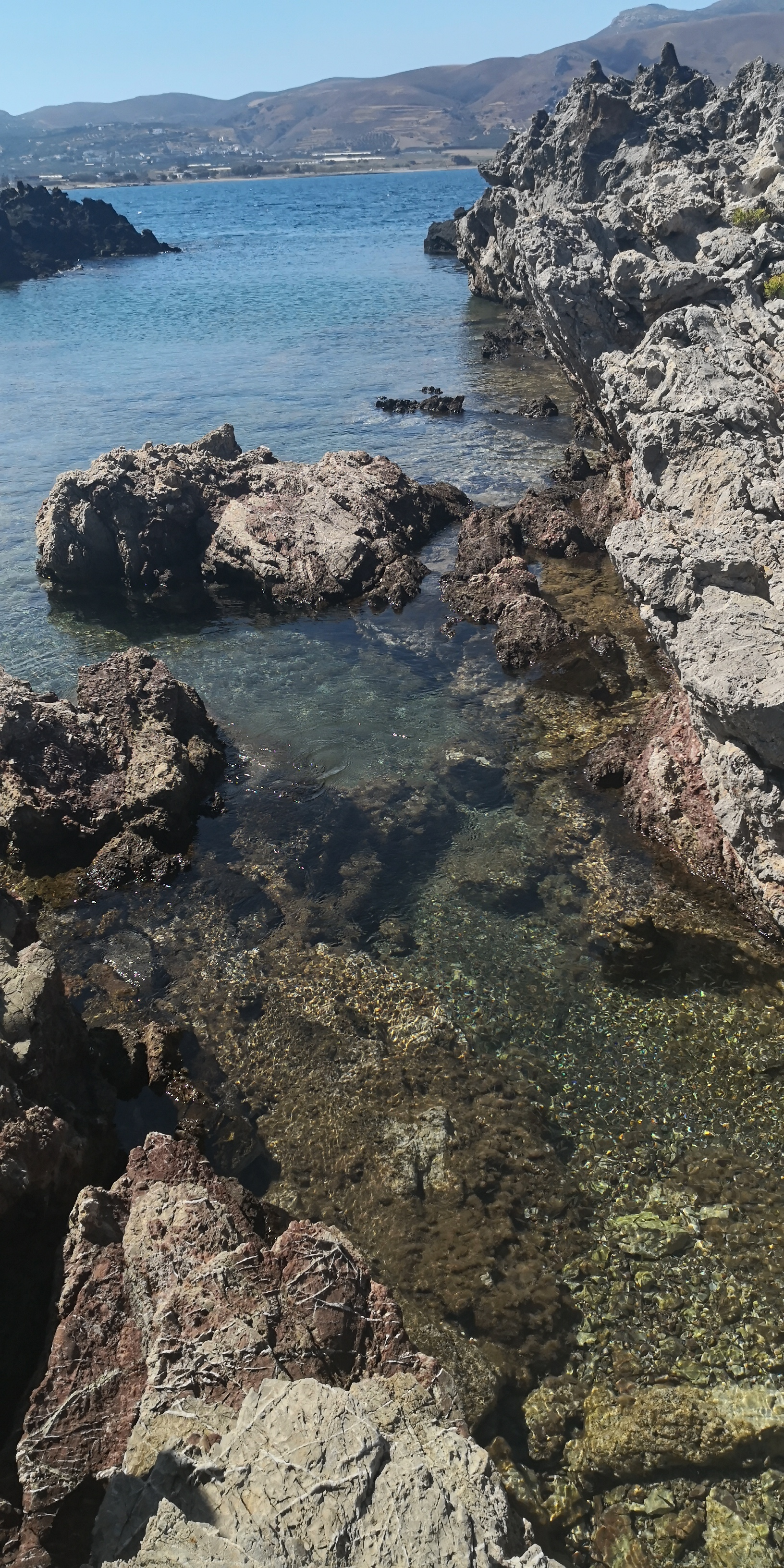
Plage à Tráchilos